# Arichanna similaria
Arichanna similaria là một loài bướm đêm trong họ Geometridae.